# Pseudosinella argentea
Pseudosinella argentea är en urinsektsart som beskrevs av James P. Folsom 1902. Pseudosinella argentea ingår i släktet Pseudosinella och familjen brokhoppstjärtar. Inga underarter finns listade i Catalogue of Life.